# 2011年11月日本

## 11月5日
日本參議院議長西岡武夫因肺炎去世。 自由電子報

## 11月10日
日本自衛隊於十日起在九州以中國為最大假想敵進行大規模實彈射擊及模擬訓練，防止中國突襲西南群島。日本和南韓十二日也將在對馬海峽舉行聯合軍事演習。自由電子報

## 11月11日
日本首相野田佳彥以「日本為貿易立國，有其必要，對日本高科技工業產品的出口，也有絕對的好處」，以及「符合日本的國家利益」為由，正式宣布決定參加「泛太平洋戰略經濟夥伴關係協議」（ＴＰＰ）談判的各國間磋商。自由電子報